# Australian Bandy League
Australian Bandy League var det styrande organet för bandy och rinkbandy i Australien. Huvudkontoret låg i staden Sunbury i delstaten Victoria. Australian Bandy League grundades 2006 och blev medlem i Federation of International Bandy samma år.